# رنو ۶کیو
رنو ۶کیو (به انگلیسی: Renault 6Q) یک موتور هواگرد ساختِ کارخانهٔ رنو در کشور فرانسه است.